# Katar-Rundfahrt
Die Katar-Rundfahrt (auch Tour of Qatar; arabisch طواف قطر, DMG Ṭawāf Qaṭar) war ein von 2002 bis 2016 ausgetragenes Etappenradrennen in Katar am Persischen Golf.

## Geschichte
Das Rennen fand jährlich Ende Januar / Anfang Februar statt und ging zunächst über fünf Etappen und seit 2008 nach einem Mannschaftszeitfahren zu Beginn über sechs Etappen. Von 2009 an wurde auch die Ladies Tour of Qatar ausgetragen.
Organisator des Wettbewerbs war die Amaury Sport Organisation. Starke Verbindungen bestanden zu Eddy Merckx. Das im Vergleich zu Europa wärmere Winterwetter und eine gute Organisation führte regelmäßig zu einer guten Besetzung, obwohl das Publikumsinteresse vor Ort gering war. Sportlich begünstigte die Katar-Rundfahrt vor allem Klassikerspezialisten an und wurde auf flacher Topografie oft von starken Winden geprägt, die das Peloton in Windstaffeln spaltete. Acht von fünfzehn Auflagen wurde durch Fahrer des Quick Step-Teams gewonnen, darunter viermal durch Tom Boonen.
Von 2005 bis 2016 gehörte die Katar-Rundfahrt zur UCI Asia Tour und war zunächst in der UCI-Kategorie 2.1 eingestuft. 2012 wurde das Rennen auf die Kategorie 2.HC hochgestuft. Der Wettbewerb wurde in den Kalender der UCI WorldTour 2017 in den Kalender der UCI WorldTour aufgenommen, im Dezember 2016 jedoch aus finanziellen Gründen abgesagt.
Von 2009 bis 2016 wurde die Katar-Rundfahrt auch für Frauen als Ladies Tour of Qatar ausgetragen. In den ersten Jahren ging das Rennen über vier Etappen, aber 2013 wurde sie um eine Etappe verlängert. Das Frauenrennen 2017 wurde wie das Männerrennen abgesagt.

## Palmarès Männerrennen

### Sieger
| Jahr | Sieger             | Zweiter            | Dritter             |
| ---- | ------------------ | ------------------ | ------------------- |
| 2002 | Thorsten Wilhelms  | Damien Nazon       | Rudie Kemna         |
| 2003 | Alberto Loddo      | Olaf Pollack       | Ján Svorada         |
| 2004 | Robert Hunter      | Robbie McEwen      | Tom Boonen          |
| 2005 | Lars Michaelsen    | Matti Breschel     | Fabrizio Guidi      |
| 2006 | Tom Boonen         | Erik Zabel         | Aurélien Clerc      |
| 2007 | Wilfried Cretskens | Tom Boonen         | Steven de Jongh     |
| 2008 | Tom Boonen         | Steven de Jongh    | Greg Van Avermaet   |
| 2009 | Tom Boonen         | Heinrich Haussler  | Roger Hammond       |
| 2010 | Wouter Mol         | Geert Steurs       | Tom Boonen          |
| 2011 | Mark Renshaw       | Heinrich Haussler  | Daniele Bennati     |
| 2012 | Tom Boonen         | Tyler Farrar       | Juan Antonio Flecha |
| 2013 | Mark Cavendish     | Brent Bookwalter   | Taylor Phinney      |
| 2014 | Niki Terpstra      | Tom Boonen         | Jürgen Roelandts    |
| 2015 | Niki Terpstra      | Maciej Bodnar      | Alexander Kristoff  |
| 2016 | Mark Cavendish     | Alexander Kristoff | Greg Van Avermaet   |

### Erfolgreichste Etappensieger
| Fahrer             | Land                   | Etappen |
| ------------------ | ---------------------- | ------- |
| Tom Boonen         | Belgien                | 22      |
| Mark Cavendish     | Vereinigtes Königreich | 9       |
| Alexander Kristoff | Norwegen               | 6       |
| Alberto Loddo      | Italien                | 3       |
| Francesco Chicchi  | Italien                | 2       |
| Heinrich Haussler  | Australien             | 2       |
| Robert Hunter      | Südafrika              | 2       |
| Niki Terpstra      | Niederlande            | 2       |
| Thorsten Wilhelms  | Deutschland            | 2       |

 Stand: 12. Februar 2016 

## Palmarès Frauenrennen
| - 2016: Trixi Worrack - 2015: Elizabeth Armitstead - 2014: Kirsten Wild - 2013: Kirsten Wild | - 2012: Judith Arndt - 2011: Ellen van Dijk - 2010: Kirsten Wild - 2009: Kirsten Wild |